# Битка при Соганли
Битката при Соганли на 19 и 20 юни 1829 година е сражение на Кавказкия театър на Руско-турската война от 1828 – 1829 г.

## Предистория
Соганли (на турски: Soğanli-dağ, известен днес като Pasinler-sira-dağlari) е планински масив, който се извисява на повече от 2500 m надморска височина над левия бряг на река Аракс. През 1829 през него преминава основният път от Карс (завзет година по-рано от руснаците) към столицата на Османска Армения – Ерзурум. След безуспешните опити да си върнат изгубените в началото на войната погранични крепости Ахалцих и Ардахан, османците концентрират силите си за отбрана на седловината Мили дюз (на турски: Meliduz), западно от село Саръкамъш. В средата на юни седловината е заета от 20-хилядна армия с 24 оръдия начело с Хакки паша. Други 20 000 души и главнокомандващият Салих паша се намират 25 km по на запад, близо до село Зивин, където изчакват пристигането на още войски от Ерзурум.

## Ход на военните действия
Руският главнокомандващ Иван Паскевич достига и започва изкачването на Соганли на 13 юни с 12-хилядна пехота, 6-хилядна конница и 70 оръдия, разпределени в три колони. Първата от около 2 000 души ангажира охраната на Мили Дюз, докато другите две я обхождат от север, разбивайки на 15 юни при Бардъз прикриващия османски отряд.
Първоначалните намерения на Паскевич са да атакува корпуса на Хакки паша, но след стълкновение на 18 юни решава да ликвидира първо Зивинската групировка, преди да е завършила концентрирането си. На 19 юни османският лагер край Зивин е щурмуван и превзет. Ден по-късно Паскевич атакува от две страни и разгромява и лагера при Мили Дюз.

## Резултат
За двата дни руската войска губи около 300 души. Османците дават 3 000 убити и ранени и 1 500 пленени. Тези от османците, които не дезертират, се предават на Паскевич заедно с командира си Салих паша на 25 юни в Ерзурум.